# Лундберг, Эрик
Эрик Филип Лундберг (швед. Erik Filip Lundberg; 13 августа 1907, Стокгольм — 1987) — шведский экономист, представитель Стокгольмской школы в экономической науке.

## Биография
В 1944—1955 годах являлся директором Шведского института изучения экономических циклов, в 1946—1965 годах был профессором экономики Стокгольмского университета, а в 1965—1974 — профессор Стокгольмской школы экономики.
Президент Шведской королевской академии наук (1973—1976), председатель Нобелевского комитета по экономике (1975—1980). Президент Международной экономической ассоциации (1968—1971). Лауреат премии Бернарда Хармса (1980).